# Balberget
Balberget este o arie protejată (arie specială de conservare — SAC, sit de importanță comunitară — SCI) din Suedia întinsă pe o suprafață de 165,4 ha, integral pe uscat.

## Localizare
Centrul sitului Balberget este situat la coordonatele 63°56′30″N 19°07′13″E / 63.9418°N 19.1203°E.

## Înființare
Situl Balberget a fost declarat sit de importanță comunitară în decembrie 1995 pentru a proteja 2 specii de plante. Situl a fost protejat și ca arie specială de conservare în martie 2011.

## Biodiversitate
Situată în ecoregiunea boreală, aria protejată conține 5 habitate naturale: Păduri fino-scandinave bogate în ierburi cu Picea abies, Mlaștini alcaline, Pante stâncoase silicioase cu vegetație casmofită, Mlaștini turboase de tranziție și turbării mișcătoare, Taiga vestică.
La baza desemnării sitului se află mai multe specii protejate de  plante (2): Cynodontium suecicum, Ranunculus lapponicus.